# الگا، الماتی
الگا، الماتی (به لاتین: Alga, Almaty) یک منطقهٔ مسکونی در قزاقستان است که در استان الماتی واقع شده‌است.

## خصوصیات
الگا ۱٬۸۶۶ نفر جمعیت دارد.